# آبکلایه یک
آبکلایه یک یک روستا در ایران است که در شهرستان لردگان در استان چهارمحال و بختیاری واقع شده‌است. آبکلایه یک ۳۸ نفر جمعیت دارد.

## جمعیت
این روستا در دهستان سردشت (لردگان) قرار دارد و براساس سرشماری مرکز آمار ایران در سال ۱۳۸۵، جمعیت آن ۳۸ نفر (۶ خانوار) بوده‌است.